# Panthera principialis
Panthera principialis és una espècie extinta de mamífer carnívor de la família dels fèlids que visqué a l'Àfrica oriental durant el Pliocè, fa aproximadament 3,5 milions d'anys. Se n'han trobat restes fòssils al jaciment paleontològic de Laetoli (Tanzània). Era si fa no fa igual de gros que un lleó. Fou descrit a partir de material que fins aleshores era assignat a P. gombaszoegensis i P. palaeosinensis. El nom específic principalis significa ‘del principi’ en llatí i es refereix al fet que és la pantera més antiga que es coneix.